# Elżbieta Bowes-Lyon
Elżbieta Bowes-Lyon, urodzona jako Elizabeth Angela Marguerite Bowes-Lyon; po śmierci męża oficjalnie znana jako Elżbieta, królowa matka (ur. 4 sierpnia 1900 w Hitchin, zm. 30 marca 2002 w Windsorze) – królowa Wielkiej Brytanii i cesarzowa Indii jako żona Jerzego VI, matka królowej Elżbiety II. Czwarta córka (i dziewiąte dziecko z dziesięciorga) Claude’a Bowes-Lyona, 14. hrabiego Strathmore i Kinghorne, oraz Cecilii Cavendish-Bentinck, córki Charlesa Cavendish-Bentincka.
Adolf Hitler nazywał ją najniebezpieczniejszą kobietą w Europie. Była jedną z najpopularniejszych osób z brytyjskiej rodziny królewskiej – w zorganizowanym w 2002 plebiscycie na 100 najwybitniejszych Brytyjczyków zajęła 61. miejsce.

## Wczesne lata życia i małżeństwo

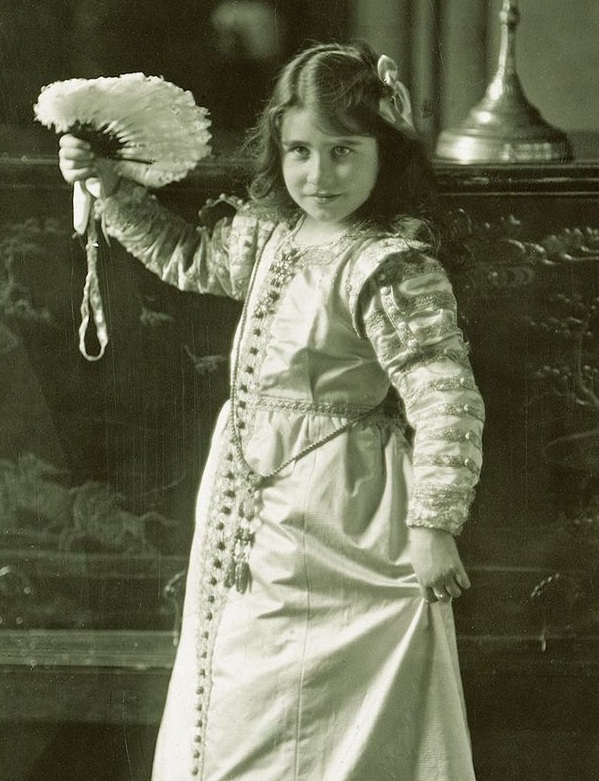
Elżbieta w 1909

Urodziła się w londyńskiej rezydencji swojego ojca – Belgrave Mansions przy Grosvenor Gardens. Została ochrzczona 23 września 1900 w parafii w Hitchin w hrabstwie Hertfordshire. Wczesne dzieciństwo spędziła w wiejskiej rezydencji rodziców w Hertfordshire, a następnie w zamku Glamis, gdzie zdobyła wykształcenie. W wieku ośmiu lat rozpoczęła naukę w Londynie, osiągała bardzo dobre wyniki w literaturze. Po ukończeniu prywatnej edukacji, pod okiem niemieckiej guwernantki, w wieku 13 lat zdała Oxford Local Examination. 
W dniu 14. urodzin Elżbiety Wielka Brytania wypowiedziała wojnę Niemcom. Elżbieta pomagała w pielęgnacji chorych w zamienionym na szpital zamku Glamis. Na froncie zachodnim walczyli jej dwaj bracia: Fergus zginął w 1915 w bitwie pod Loos, a Michael został w maju 1917 uznany za zaginionego, lecz naprawdę został wzięty do niewoli i do końca wojny przebywał w obozie jenieckim.
W 1921 dwukrotnie odrzuciła oświadczyny Alberta Jerzego (w 1936 został królem jako Jerzy VI po abdykacji brata Edwarda VIII). Przyjąwszy w końcu oświadczyny, 26 kwietnia 1923 poślubiła Alberta Jerzego w Opactwie Westminsterskim. W drodze na ceremonię ślubną złożyła kwiaty przed Grobem Nieznanego Żołnierza, który to gest był następnie powtarzany przez każdą kolejną małżonkę członka rodziny królewskiej. Po ślubie tytułowała się Jej Królewską Wysokością Księżną Yorku. Miesiąc miodowy spędziła z mężem w Polesden Lacey w hrabstwie Surrey oraz w Szkocji. Mieli dwie córki: Elżbietę (21 kwietnia 1926 – 8 września 2022, królową Wielkiej Brytanii Elżbietę II) i Małgorzatę Różę (21 sierpnia 1930 – 9 lutego 2002), żonę Antony’ego Armstrong-Jonesa, 1. hrabiego Snowdon.
Wypełniając obowiązki reprezentacyjne rodziny królewskiej, razem z mężem odbyła szereg podróży zagranicznych, m.in. uczestniczyła w chrzcie przyszłego króla Jugosławii Piotra II, a także złożyła wizytę w Kenii, Ugandzie i Sudanie oraz pojawiła się na otwarciu Parlamentu Federalnego Australii w Canberze w 1927.

## Królowa Wielkiej Brytanii

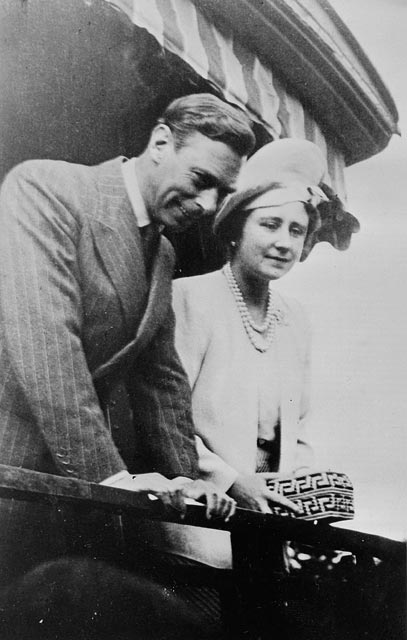
Elżbieta z mężem

W styczniu 1936 zmarł teść Elżbiety, król Jerzy V, a 11 grudnia tego samego roku abdykował starszy brat męża, Edward VIII, który ustąpił z tronu z powodu braku akceptacji planów jego małżeństwa z Wallis Simpson. Po abdykacji brata książę Yorku wstąpił na tron, przyjmując imię Jerzego VI. Para królewska została koronowana 12 maja 1937. Elżbieta była pierwszą od czasu dynastii Tudorów małżonką króla pochodzącą z Wielkiej Brytanii. Nie przepadała za swoją szwagierką, o której mówiła per „ta kobieta”. Jerzy VI i Elżbieta odbyli do wybuchu II wojny światowej dwie ważne podróże – byli we Francji w lipcu 1938 oraz w Kanadzie i USA w czerwcu i lipcu 1939. W Kanadzie królowa zyskała wielką popularność i w późniejszych latach często odwiedzała ten kraj.

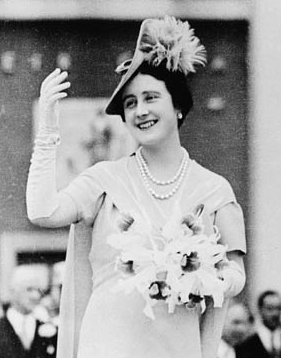
Elżbieta Bowes-Lyon w 1939

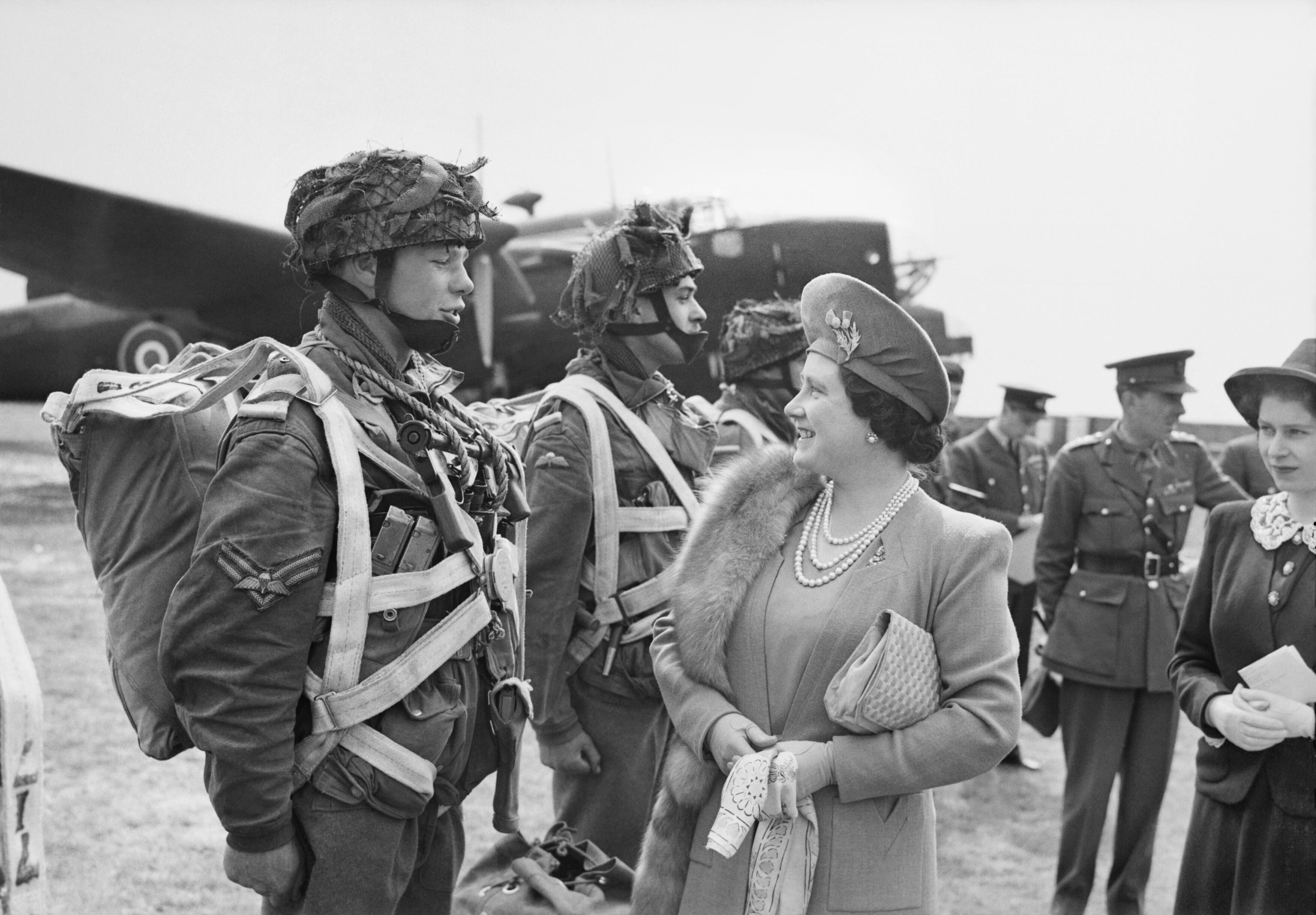
Elżbieta Królowa i księżniczka Elżbieta (po prawej) rozmawiają z brytyjskimi spadochroniarzami przygotowującymi się do D-Day, 19 maja 1944

Po wybuchu wojny istniały plany ewakuacji królowej i córek do USA lub Kanady. Elżbieta odmówiła, tłumacząc, że nie opuści męża i rodaków w obliczu zagrożenia; kiedy podczas niemieckich nalotów na Wyspy Brytyjskie ministrowie nakłaniali królową, aby wyjechała z Londynu, Elżbieta odpowiedziała: Dzieci nigdzie nie pojadą beze mnie, ja nie opuszczę króla, a król nigdy nie wyjedzie. Deklaracja ta przyniosła jej popularność wśród Brytyjczyków. Para królewska odbywała w okresie wojny wiele podróży po kraju, odwiedzając zbombardowane miasta i fabryki oraz rannych w szpitalach. Elżbieta była tytularnym dowódcą służby pielęgniarskiej w Wielkiej Brytanii.
W 1947 wraz z mężem odbyła długą podróż po Afryce Południowej, a w następnym roku obchodziła jubileusz 25-lecia małżeństwa. Na początku lat 50. choroba króla ograniczyła jego aktywność publiczną; Jerzy VI zmarł 6 lutego 1952, po czym na tron wstąpiła starsza córka, Elżbieta II.

## Królowa Matka

Sztandar Elżbiety

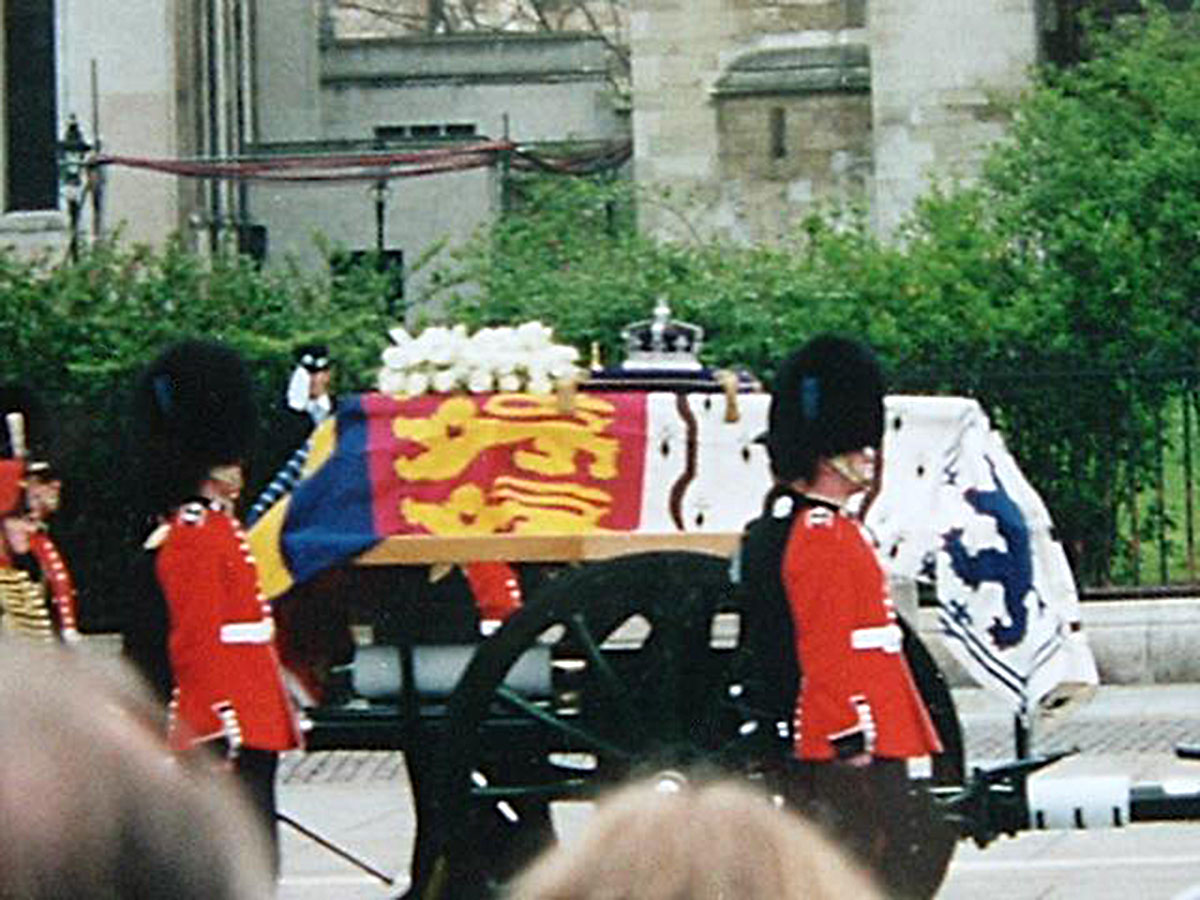
Trumna z ciałem Elżbiety podczas pogrzebu

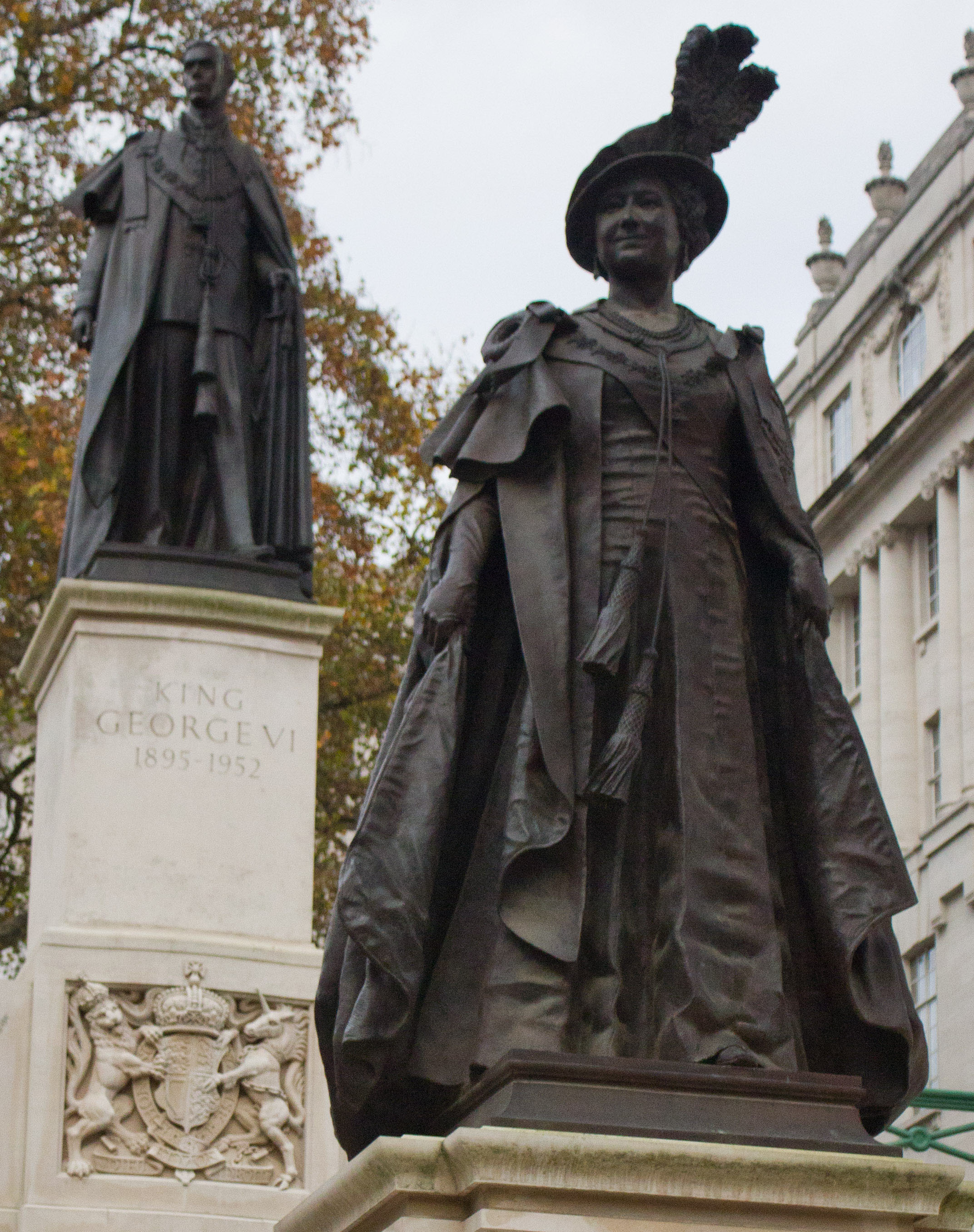
Pomnik Elżbiety i Jerzego VI na The Mall w Londynie

Po śmierci męża otrzymała tytuł Her Majesty Queen Elizabeth The Queen Mother; odstąpiono od zwyczajowego tytułu Queen Elizabeth dla odróżnienia od panującej córki oraz od alternatywnego Queen Dowager (Królowa Wdowa), ponieważ żyła jeszcze królowa Maria, żona Jerzego V. Wśród Brytyjczyków zyskała przydomek Queen Mum (Królowa Matka).
Po śmierci męża wyjechała do Szkocji, ale po spotkaniu z premierem Churchillem powróciła do życia publicznego. Jako wdowa kontynuowała obowiązki reprezentacyjne. W lipcu 1953 odbyła pierwszą od czasu pogrzebu męża podróż zagraniczną — odwiedziła Rodezję Południową, gdzie położyła kamień węgielny pod University College of Rhodesia and Nyasaland. W następnych latach odwiedziła m.in. Kanadę w 1989. Patronowała lub kierowała około 350 organizacjami, w tym brytyjskim Komitetem Czerwonego Krzyża. Pełniła liczne honorowe funkcje wojskowe – m.in. dowódcy sił kobiecych w armii, marynarce i lotnictwie oraz komendanta Centralnej Szkoły Lotnictwa Królewskich Sił Powietrznych – RAF. Przez 25 lat (do 1980) była kanclerzem Uniwersytetu w Londynie, a także kanclerzem Uniwersytetu Dundee i doktorem honoris causa innych uczelni. Od 1978 (jako jedyna kobieta w historii) nosiła prestiżowy tytuł honorowy lorda strażnika Pięciu Portów.
Stała się jednym z najpopularniejszych członków rodziny królewskiej. Wyremontowała zamek Mey na wybrzeżu szkockim, gdzie spędzała co roku trzy tygodnie w sierpniu i dziesięć dni w październiku. W 2000 obchodziła uroczyście 100. rocznicę urodzin. Tego dnia odbyło się w londyńskiej Katedrze św. Pawła uroczyste anglikańskie nabożeństwo dziękczynne, które uświetniła homilia arcybiskupa Canterbury. 
W ostatnich miesiącach życia chorowała na ostre zapalenie oskrzeli. Zmarła we śnie, 30 marca 2002 o godz. 15.15 czasu lokalnego, w swojej rezydencji 9 km od Windsoru, w wieku 101 lat. Przed śmiercią była przy niej jej córka, królowa Elżbieta II. W uroczystościach pogrzebowych królowej Elżbiety, które odbyły się 9 kwietnia 2002, uczestniczył ponad milion Brytyjczyków.

## Odznaczenia
- Dama Orderu Podwiązki (1936)
- Krzyż Wielki Legii Honorowej (1938)[30]
- Szereg innych odznaczeń brytyjskich i zagranicznych.